# BYU Cougars (piłka siatkowa mężczyzn)

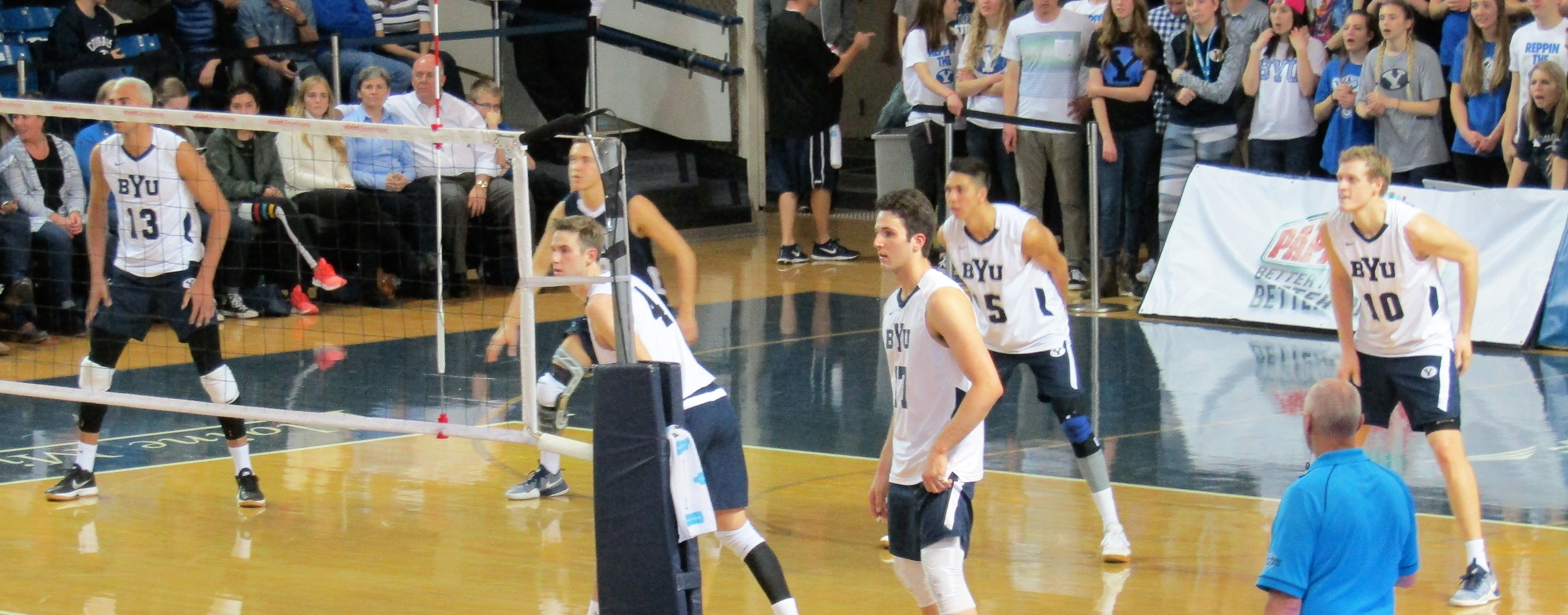
Zawodnicy Uniwersytetu BYU Cougars:
nr. 13 - Benjamin Patch
nr. 15 - Brenden Sander
nr. 10 - Jake Langlois

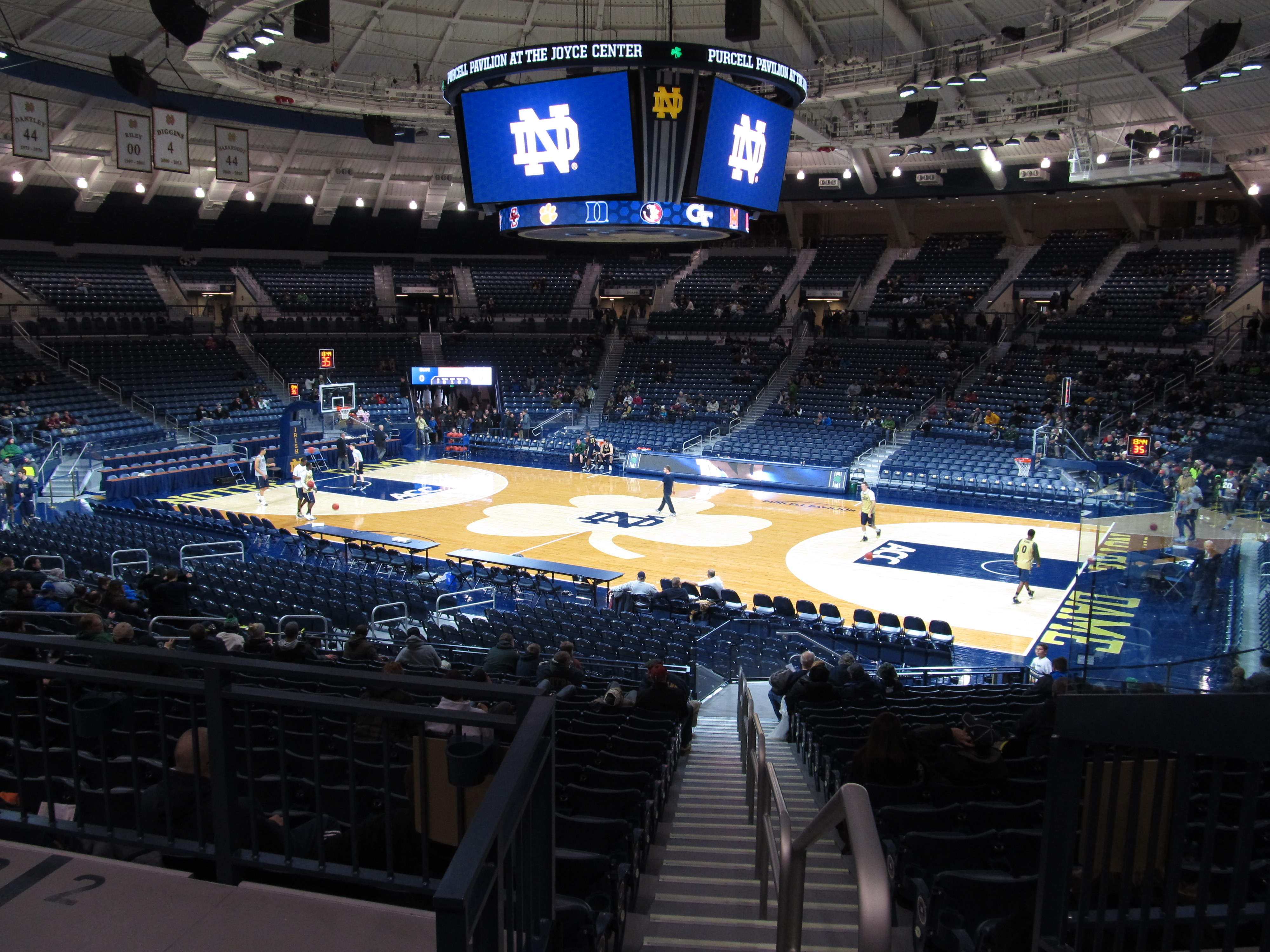
Edmund P. Joyce Center, Arena, w której grają absolwenici Uniwersytetu Brighama Younga

BYU Cougars – amerykański męski klub siatkarski, powstały w 1990 r. w Provo. Nazwa drużyny sportowej Brigham Young University, biorąca udział w akademickich rozgrywkach w MPSF, organizowanych przez National Collegiate Athletic Association. 

## Sukcesy
Mistrzostwa MPSF:
- 1999, 2001, 2004, 2013, 2014, 2016, 2018[1][2]
- 1994, 2003, 2007, 2008, 2010, 2011
- 1995, 1997, 1998, 2000, 2005, 2012

Mistrzostwa NCAA Division I:
- 1999, 2001, 2004
- 2003, 2013, 2016, 2017

## Najbardziej znani absolwenci
| Lata gry  | Imię i nazwisko          | Pozycja     |
| --------- | ------------------------ | ----------- |
| 1996-1999 | Ryan Millar              | środkowy    |
| 2004-2008 | Russell Holmes           | środkowy    |
| 2005-2007 | Yosleyder Cala           | przyjmujący |
| 2011-2014 | Taylor Sander            | przyjmujący |
| 2013-2017 | Benjamin Patch           | atakujący   |
| 2013-2017 | Jake Langlois            | przyjmujący |
| 2015-2018 | Brenden Sander           | przyjmujący |
| 2017-     | Davide Gardini           | przyjmujący |
| 2018-2021 | Gabriel Garcia Fernández | atakujący   |

## Trenerzy
- 1990-2002: Carl McGown
- 2003-2006: Tom Peterson
- 2007-2010: Shawn Patchell
- 2011: Rob Neilson
- 2012-2015: Chris McGown
- 2016-: Shawn Olmstead